# Mythe de guérison du sida par rapport sexuel avec une vierge
Le mythe de guérison du sida par rapport sexuel avec une vierge (également appelé mythe de la guérison par une vierge, mythe du viol de la vierge, ou tout simplement mythe de la vierge) est la croyance, erronée, que si un homme, infecté par le VIH ou d'autres maladies sexuellement transmissibles, a des rapports sexuels avec une fille ou une femme vierge, il sera guéri de sa maladie. 
Les anthropologues Nora E. Groce et Reshma Trasi associent une variation à la pratique du mythe de la vierge : elle concerne les personnes qui sont « aveugles, sourdes, déficientes physiques ou intellectuelles, ou ayant des troubles de santé mentale », violées sous la fausse croyance que les personnes handicapées sont sexuellement inactives et par conséquent vierges.
Dans certaines parties de l'Afrique, le même mythe existe concernant les femmes albinos, avec les mêmes conséquences tragiques.

## Anthropologie et parallèles
D'un point de vue anthropologique, l'origine du mythe est rattachée à des concepts archaïques de pureté et d'impureté. Une maladie, et à plus forte raison une maladie incurable, est une impureté, tandis que la virginité représente une forme de pureté, illustré par son rôle dans de nombreuses religions. Ainsi, la pureté incarnée par la vierge est perçue comme une arme capable de vaincre l'impureté de la maladie. Ces schémas mentaux sont relativement universels, et des croyances de ce types ont été identifiées dans diverses régions et à différentes époques.
Le psychologue Mike Earl Taylor indique que le mythe est signalé pour la première fois au XVIe siècle en Europe, concernant des maladies comme syphilis et la gonorrhée et a été le plus répandu au XIXe siècle en Angleterre victorienne.

## Prévalence de la croyance
En 2011, Cati Vawda, directeur du Centre des droits de l'enfance à Durban déclare : « Il y a une croyance, en Afrique du Sud, qu'une vierge peut guérir un homme atteint du VIH ou du SIDA. Nous n'avons aucune idée d'où cette idée provient, mais elle existe depuis quelques années et a certainement pris racine ». L'anthropologue Suzanne Leclerc-Madlala reconnait ce mythe comme un facteur potentiel de viols infantiles en Afrique du Sud.
La croyance est attestée en Afrique subsaharienne, Asie, Europe et sur le continent Américain. Earl Taylor suggère que le mythe de guérison du sida par rapport sexuel avec une vierge peut expliquer la hausse vertigineuse des viols d'enfants ou nourrissons en Afrique du Sud, qui fait face à une épidémie du SIDA. L'historienne Hanne Blank est d'avis que l'idée a peut-être évolué à partir de légendes chrétiennes relative à des martyres vierges dont la pureté a servi comme une forme de protection dans la lutte contre les démons.
Plus répandu au Zimbabwe, le mythe se perpétue par les guérisseurs traditionnels qui conseillent aux hommes séropositifs de guérir leur maladie en ayant des rapports sexuels avec des jeunes filles vierges. Une enquête réalisée par l'UNISA, à l'usine Daimler Chrysler, dans l'East London (Afrique du Sud), révèle que 18 % des 498 travailleurs interrogés pensent qu'avoir des relations sexuelles avec une vierge guérit du VIH / SIDA. Une étude sud-africaine, en 1999, par les éducateurs de santé sexuelle au Gauteng — centre économique du pays — révèle que 32 % des questions des participants de l'enquête mettent en évidence qu'ils croient au mythe. Dans ce pays, certaines personnes croient que le sang produit par le viol d'une vierge va nettoyer le sang de la maladie de la personne infectée.

## Conséquences
En 1999, le sida représente 8,2 millions d'orphelins dans le monde, dont la majorité en Afrique. L'ignorance en ce qui concerne l'infection par le VIH et le SIDA fait barrière à la prévention dans de nombreux pays africains. 
Les victimes sont des femmes ou des filles que l'agresseur va présumer vierges : très jeunes, ou atteintes de handicaps physiques ou mentaux que l'agresseur considère comme un gage de non-activité sexuelle. La plupart des filles ciblées sont trop jeunes pour marcher, encore moins pour se défendre. Au Zimbabwe, chaque année, 3 600 filles peuvent contracter le SIDA après avoir été violées. L'UNICEF attribue le viol de centaines de jeunes filles au mythe de la purification par la vierge. Un cas a également été rapporté dans lequel un nourrisson âgé d'un jour aurait été violé. Une étude de l'Université d'Afrique du Sud (UNISA) révèle qu'un million de femmes et d'enfants sont violés chaque année.

## Campagnes d'éducation

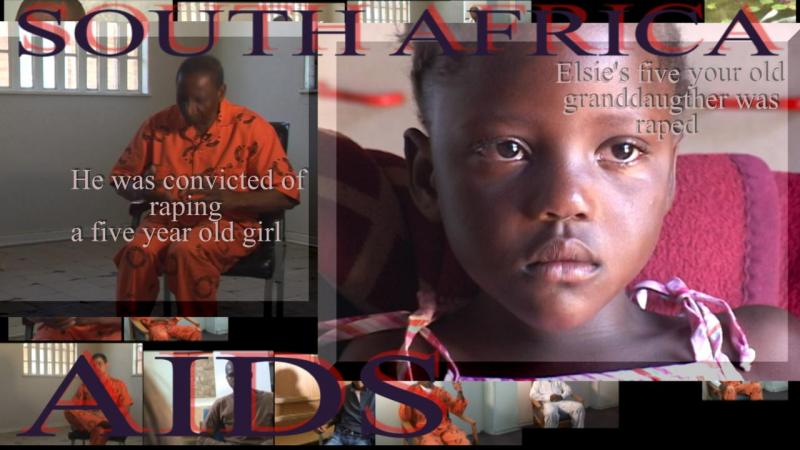
Images d'un film de prévention sud-africain.

Des activistes comme la sud-africaine Betty Makoni dénoncent le mythe et tentent d'éduquer la population sur le sujet. La sensibilisation au SIDA n'a que très peu de résultats à ce stade. Le taux de viols d'enfants est positivement corrélé à la prévalence du SIDA.
Il existe de nombreux cas où les filles sont contraintes à se marier avec des hommes beaucoup plus âgés, ce qui ne fait qu'accroître le risque d'infection par le VIH. La honte liée au SIDA freine beaucoup de filles à rechercher des informations ou soins de santé pour protéger leur statut social, ce qui participe aussi au danger d'infection.

## Source de la traduction
- (en) Cet article est partiellement ou en totalité issu de l’article de Wikipédia en anglais intitulé « Virgin cleansing myth » (voir la liste des auteurs).